# Kandavara, Chik Ballapur
Kandavara là một làng thuộc tehsil Chik Ballapur, huyện Kolar, bang Karnataka, Ấn Độ.